# Tudulinna
Tudulinna (tyska: Tuddolin) är en by (estniska: küla) i Alutaguse kommun i landskapet Ida-Virumaa i nordöstra Estland. Byn ligger cirka 140 kilometer öster om huvudstaden Tallinn, på en höjd av omkring 45 meter över havet och antalet invånare är 295.
Innan kommunreformen 2017 utgjorde orten centralort i dåvarande Tudulinna kommun. Fram till och med 2019 räknades den som en småköping (estniska: alevik) för att därefter istället klassas som en by.
Närmaste större samhälle är småköpingen Iisaku som är belägen 14,6 km nordöst om Tudulinna.